# Mohamed Diab
Mohamed Diab (árabe: محمد دياب)  es un escritor, guionista y director de cine egipcio cuyo trabajo se centra principalmente en problemáticas relacionadas con la sociedad egipcia. Es reconocido por su debut como director, la película de 2010 El Cairo 678, estrenada un mes antes de la revolución egipcia y descrita por el New York Times como "un presagio indiscutido de la revolución". Paulo Coehlo se refirió a la cinta como "brillante" en su cuenta de Twitter, afirmando además que debería ser vista obligatoriamente por todos los hombres, independientemente de su religión o cultura".
Diab además escribió la historia de la exitosa franquicia cinematográfica El Gezeira (La isla), cuya recaudación en taquilla ha sido de las más altas en la historia del cine egipcio y árabe. Las películas giran en torno a la vida y obra de un narcotraficante tiránico en una isla en el norte de Egipto. El Gezira es a menudo citada y referenciada en la cultura popular egipcia y fue presentada como la representante de Egipto en el año 2007 para los Premios de la Academia en la categoría de mejor película extranjera. Además de hacer cine, Diab es conocido por su participación como vocero en la revolución egipcia de 2011, que le valió un Premio Webby.

## Producciones notables

### El Cairo 678
El Cairo 678 marca el debut como director de Diab. La película sigue las historias entrelazadas de un trío vigiliante de mujeres que se enfrentan a la epidemia de acoso sexual en El Cairo. La cinta se estrenó en diciembre de 2010 y es una de las producciones del cine contemporáneo egipcio más reconocidas por la crítica especializada. Fue distribuida internacionalmente y tuvo un buen desempeño, especialmente en Francia, donde vendió unas 265.000 entradas y ganó varios premios en importantes festivales.

### Eshtebak
Tras participar activamente en la revolución egipcia de 2011, Diab quería hacer una película dedicada exclusivamente a la revolución. Le tomó cuatro años desarrollar Eshtebak, que inicialmente era una película sobre el surgimiento de la revolución, pero terminó siendo una producción que captura la caída de la misma. La película está ambientada en las violentas consecuencias de la destitución del presidente Mohamed Morsi del partido de la Hermandad Musulmana. Los enfrentamientos violentos estallaron en todo Egipto entre los partidarios de la Hermandad Musulmana y los partidarios militares. Toda la película fue filmada desde el interior de un camión de la policía. Temáticamente, la cinta explora la condición humana y las raíces del terrorismo.
Eshtebak hizo parte de la selección oficial del Festival de Cannes de 2016.

## Filmografía
| Año  | Título         | Director | Escritor | Notas                                  |
| ---- | -------------- | -------- | -------- | -------------------------------------- |
| 2016 | Clash          | Si       | Si       | Escrita con Khalid Diab                |
| 2014 | El Gezira 2    |          | Si       | Escrita con Khalid Diab y Sherine Diab |
| 2014 | Décor          |          | Si       | Escrita con Sherine Diab               |
| 2010 | El Cairo 678   | Si       | Si       |                                        |
| 2009 | Alf Mabrouk    |          | Si       | Escrita con Khalid Diab                |
| 2009 | Badal Fa'ed    |          | Si       |                                        |
| 2007 | El Gezeira     |          | Si       |                                        |
| 2007 | Ahlam Hakekeya |          | Si       |                                        |